# ميكايل ياكوبسون
ميكايل ياكوبسون (بالدنماركية: Michael Jakobsen)‏ ولد في(2 يناير 1986 الدنمارك - ) هو لاعب كرة قدم دانمركي، يلعب كمدافع.

## روابط خارجية
- ميكايل ياكوبسون على موقع الاتحاد الدولي (مؤرشف)  (الإنجليزية)
- ميكايل ياكوبسون على موقع إي إس بي إن إف سي (الإنجليزية)
- ميكايل ياكوبسون على موقع قاعدة بيانات كرة القدم.إي يو (الإنجليزية)
- ميكايل ياكوبسون على موقع ناشيونال فوتبول تيمز (الإنجليزية)
- ميكايل ياكوبسون على موقع Soccerway.com (الإنجليزية)
- ميكايل ياكوبسون على موقع عالم كرة القدم.نت (الإنجليزية)
- ميكايل ياكوبسون على موقع AS.com (الإسبانية)